# Georg Hirschfeld
Georg Hirschfeld (født 11. februar 1873 i Berlin, død 17. januar 1942 i München) var en tysk forfatter. 
Hirschfeld var først købmand, men følte sig tidlig draget mod digterisk Virksomhed, især efter et ophold i München. Han har skrevet en række fortællinger, af hvilke navnlig Dämon Kleist (1895) er mærkelig ved sin intuitive skildring af, hvorledes digteren Kleists skæbne hypnotiserer en ung mand til selv at begå selvmord. Fremdeles kan nævnes romanerne Das grüne Band (1908) og Das Mädchen von Lille (1906). Mest lykke har dog Hirschfeld gjort som dramatiker. Skuespillene Agnes Jordan og Der Probekandidat er begge blevne opførte på 
Dagmarteatret i København. Blandt hans senere dramatiske arbejder har især Mieze und Maria vakt opmærksomhed. Hirschfeld udgav 1925 sine erindringer om Otto Brahm.